# Radioskugga
Radioskugga, ett område som inte kan nås av radiovågor från en eller flera sändare. Motsatsen är radiosikt. När målområdet nås utan att radiovågen utsätts för reflexion mot något, eller brytning på grund av något, talar man om fri radiosikt.

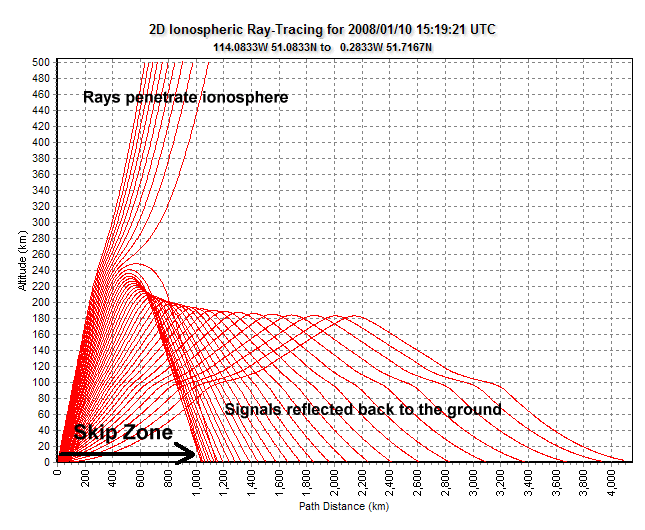
På kortvågsbandet kan det bli radioskugga i närheten av sändaren då radiovågorna inte reflekteras av jonosfären om de har för hög infallsvinkel. I detta exempel beräknat med Proplab-Pro 3 sträcker sig radioskuggan (skip zone) 1000 km från sändaren.

Genom inverkan av en inhomogen atmosfär kan den radiooptiska räckvidden för en radiovåg avvika från räckvidden för vanligt ljus (den optiska räckvidden). Alltefter atmosfärens karaktär kan den radiooptiska räckvidden bli såväl längre (normala fall) som kortare (vid speciella väderförhållanden) än den optiska.
Ett specialfall av radioskugga kallas paraplyeffekt och syftar då på områden rakt under eller över antennen, när denna är konstruerad att ge riktverkan så långt ut i terrängen som möjligt och vare sig rakt upp eller ner.